# منتخب اليابان لاتحاد الرغبي
منتخب اليابان الوطني لاتحاد الرغبي (باليابانية: ラグビー日本代表) هو ممثل اليابان الرسمي في المنافسات الدولية في اتحاد الرغبي . تأسس في 31 يناير 1932.

## وصلات خارجية
- الموقع الرسمي